# Рош-га-Аїн

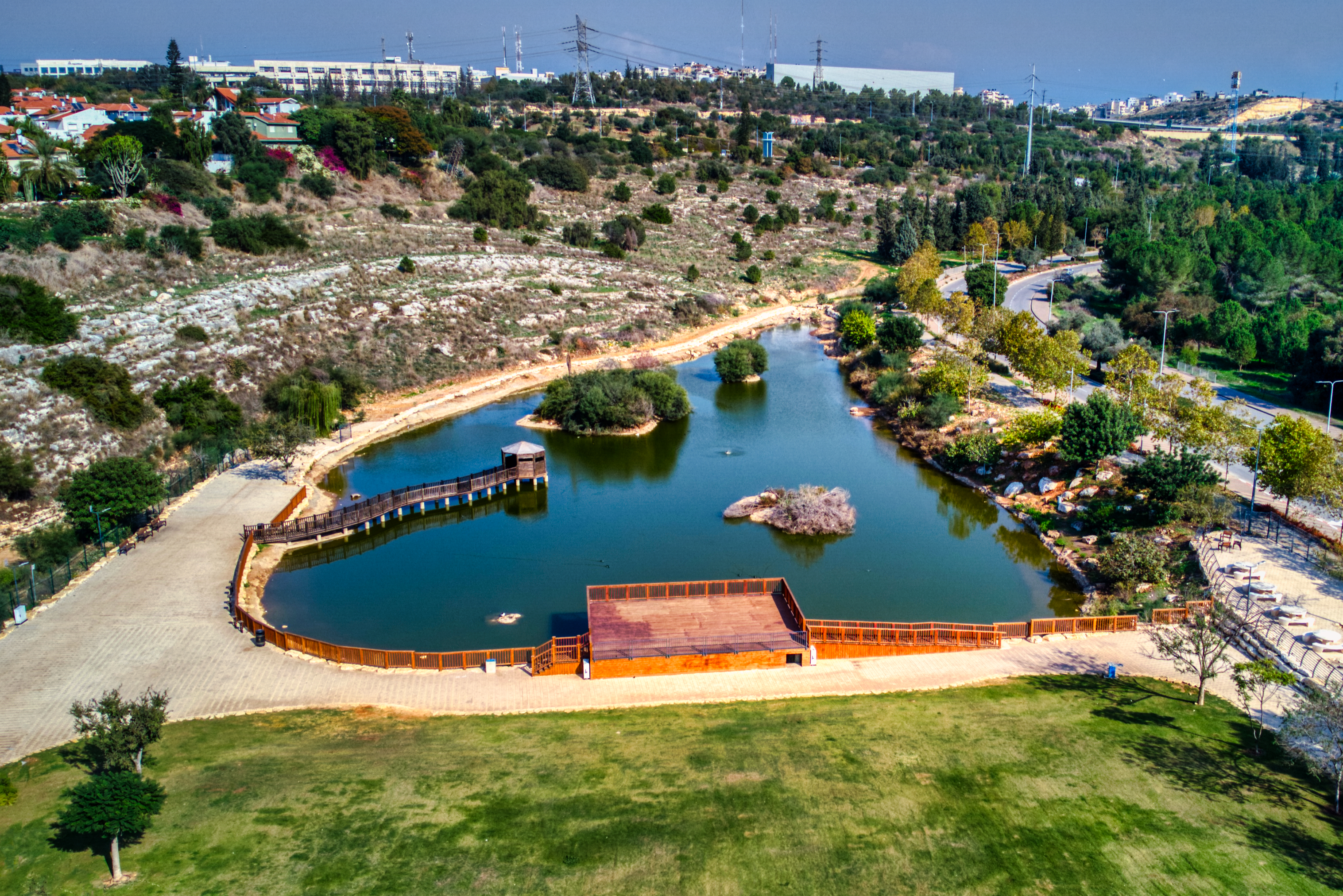
Озеро звуків, Рош-га-Аїн

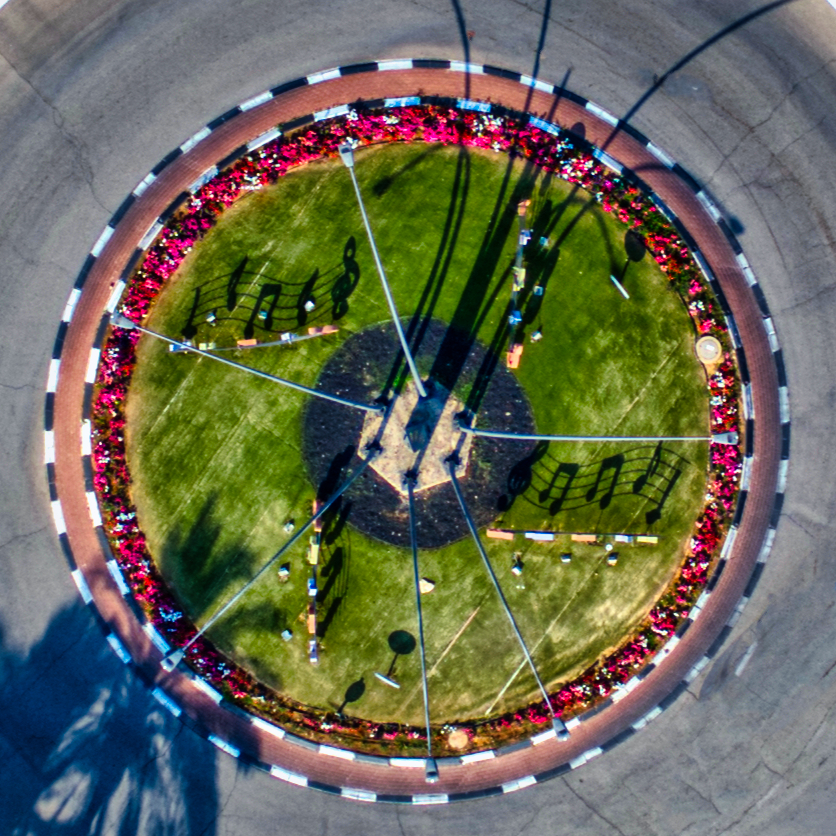
Нотна площа

Рош-га-Аїн (івр. רֹאשׁ הָעָיִן, араб. روش هاعين— «початок джерела») — місто в Центральному окрузі Ізраїлю. Біля міста знаходяться руїни фортець Антипатрида (Антипатріс) і Мігдаль-Афек (Мігдаль-Цедек). 

## Географія
Місто лежить на кордоні Самарії, рівнини Шарон та смуги пагорбів Шфела неподалік від міст Петах-Тіква і Кафр-Касем. На захід від міста розташована база ВПС ізраїльської армії Кефар-Сіркін, а на схід від міста розташована стіна, що відділяє Ізраїль від Палестинської автономії; з палестинського боку поруч із Рош-га-Аїном знаходяться села Аль-Завія, Рафат та Дейр-Баллут.
Джерела, що протікають у цій місцевості, мають велике значення для водопостачання всієї країни. Свого часу британський уряд спорудив тут низку насосних станців для водопостачання Єрусалиму.

## Історія

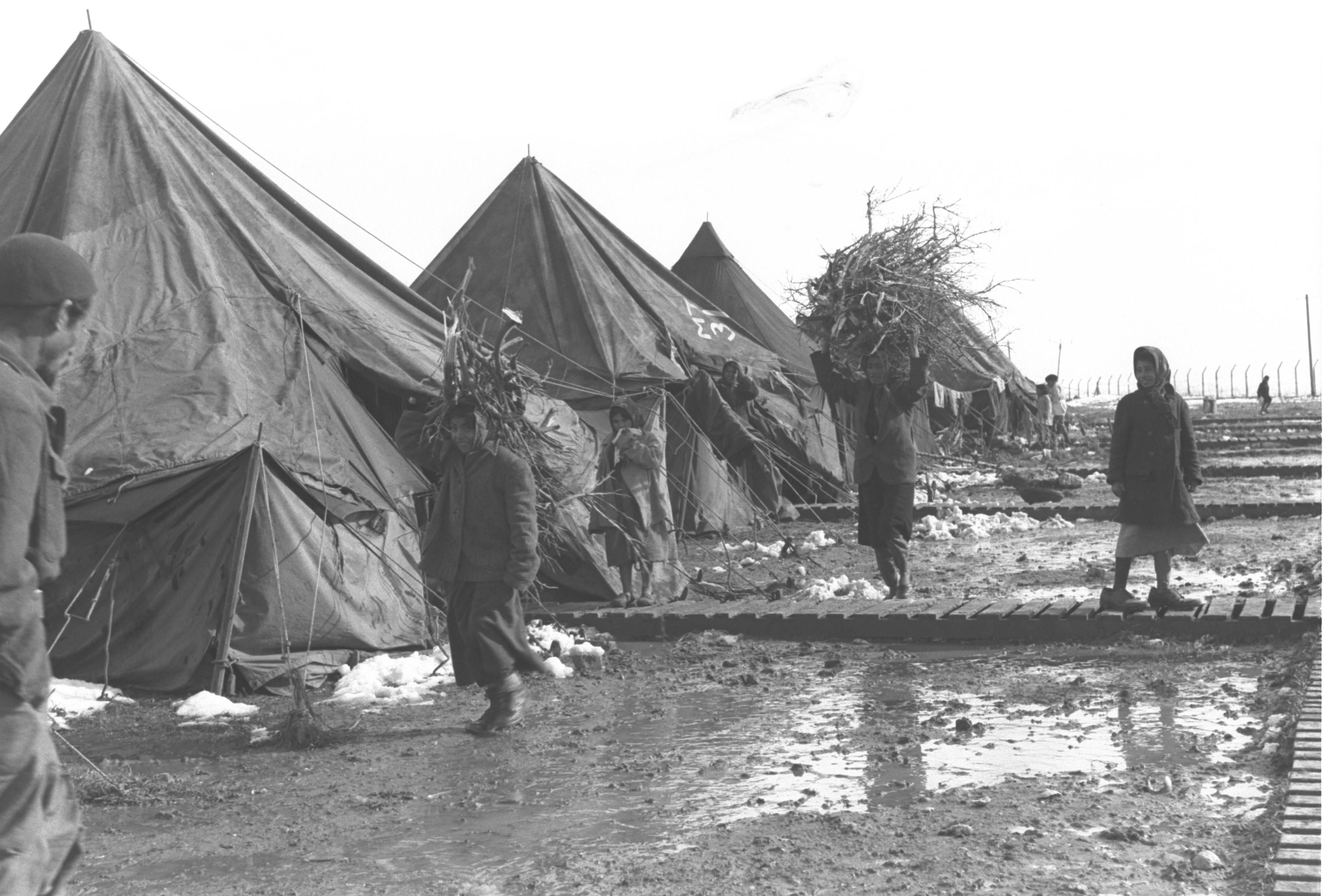
Єменсько-єврейські емігранти у маабарі, Рош-га-Аїн

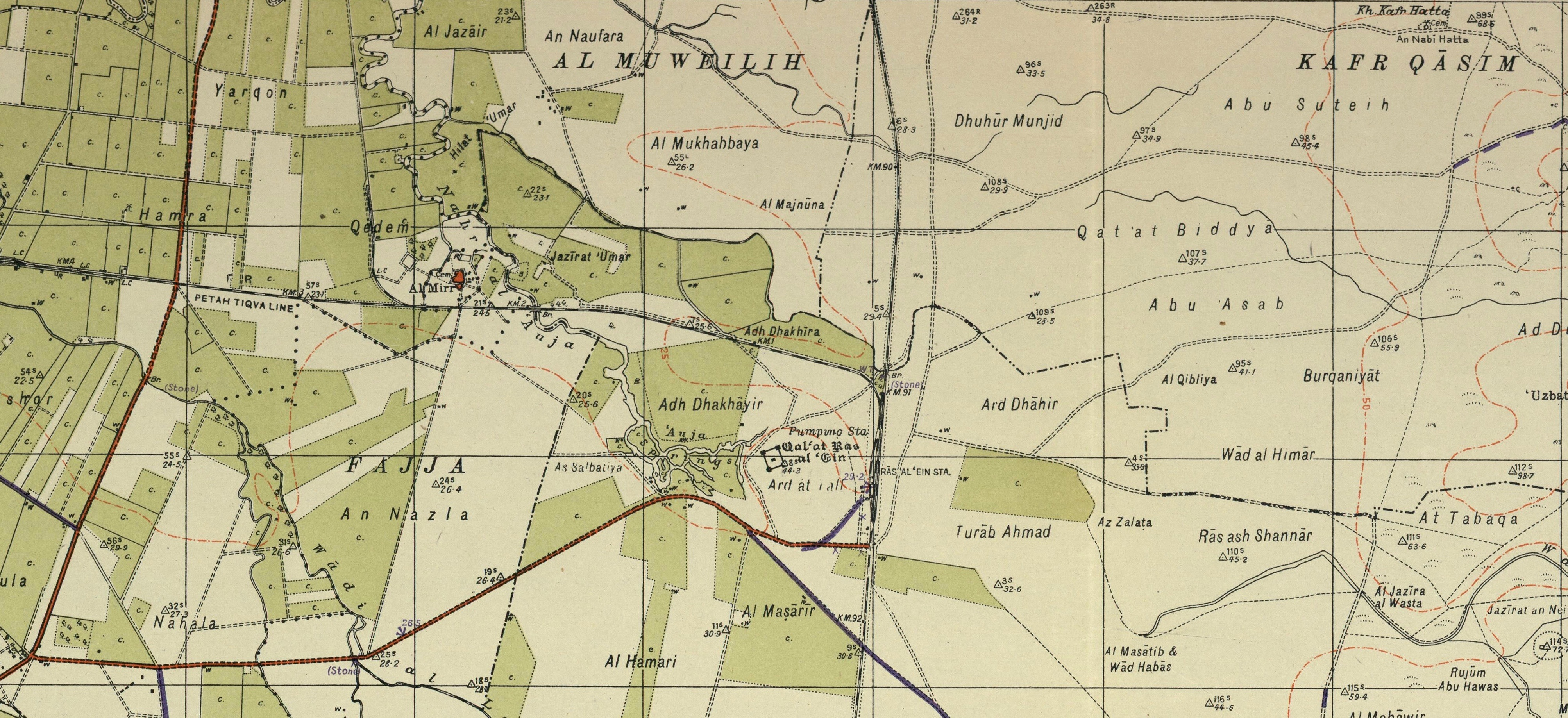
Рас-аль-Ейн у 1941 році, 1:20,000

Місто отримало назву через своє розташування у витоці річки Яркон (рош означає «голова», аїн відповідно «джерело»). Ця територія та османська фортеця, яка існувала тут з XVI століття, історично мали назву Рас-аль-Аїн (араб. روش هاعين), що означає те саме, що й івритом. На цьому ж місті свого часу існувало палестинське село, яке було зруйноване під час вимушених переселень палестинців у 1920-х роках.
Територія сучасного міста історично була відома під різними назвами. Івритом назва міста звучала як Афкек, а грецькою — Пеґай (грец. πηγαί). Починаючи з середини бронзової доби це місце було важливою зупинкою на торговому шляху Via Maris, який сполучав Єгипет та Месопотамію.
Перші згадки про оборонну фортецю Афек, розташовану на території сучасного міста, датуються XXX століттям до н.е. Давні єгипетські тексти з XIX століття до н.е. також містять згадки про це місце, наприклад, топографічний список фараона Тутмоса ІІІ з XV століття до н.е.
Хананейці свого часу збудували тут монументальний палац. Ізраїльтяни захопили місто, яке, втім, перейшло під контроль філістимлян. Цар Давид приєднав місто до Царства Ізраїльського. Наступні згадки про місто і фортецю Афек датуються вже VII століттям до н.е.
Цар Ірод Великий, який правив регіоном від імені Римської імперії, перейменував місто на Антипатрис на честь свого батька Антипатра. Місто розташовувалося на важливому стратегічному шляху з Кесарії Палестинської до Єрусалиму і було знищене під час Першої Юдейської війни. Фортеця Афек була частково відбудована, однак у 363 році вона було повторно знищена землетрусом.
У 1099 році ця територія відійшла під контроль хрестоносців, які у 1152 році збудували тут фортецю Мірабель. У 1166 році частина земель була віддана церкві Іоанна Хрестителя в Наблусі.
У липні 1187 року мусульмани захопили фортецю Мірабель, але не знищили її. Арабский літописець Баха ад-Дін зазначав, що у 1191–1192 роках Саладін використовував фортецю для відбивання нападів хрестоносців і сам перебував у ній у той час. У 1226 році фортеця Мірабель перейшла до династії Аюбідів. Арабський географ Якут згадував про фортецю, яка на той час називалася Майдал-Яфа. Біля фортеці розташовувалося невелике арабське село. Наприкінці XIII століття фортеця була покинута.
Коли у 1517 році Палестина перейшла під турецьке панування, село Майдал-Яба увійшло до складу санджаку Наблус. Воно платило податки у формі пшениці, ячменю, меду та кіз.
У ХІХ столітті назву села було змінено на Майдал-аль-Садік на честь бедуїнського шейха Мухаммада аль-Садік аль-Джаммаʼіні, племʼя якого у XVII столітті прибуло до Палестини з території сучасної Йорданії.
Коли у 1852 році американський мандрівник Едвард Робінсон відвідав село, то писав, що місцева фортеця вже була відбудована. Вона була відбудована між 1843 та 1852 роками і отримало назву фортеця Райян від назви бедуїнського племені, яке контролювало близько 25 сіл у санджаку Наблус. Село Майдал-Яба було головною садибою клану з оборонною фортецею та родинним маєтком. Проте у той час клан Раджан воював з кланом Касім, який контролював територію Джаніну. До 1860 року клан Раджан був розбитий і втратив всі свої землі. Члени клану могли і далі проживати у Майдал-Ябі, але мали платити данину панівному клану. З часом село занепало.
У 1922 році село увійшло до складу британської Підмандатної Палестини. Британці заснували поблизу нього військову базу. У 1920 році було відкрито школу, а у 1935 році була збудована мечеть. Місцеве сільське господарство базувалося на вирощуванні пшениці, ячменю, овочів та сезаму. Коли 29 листопада 1947 року ООН ухвалила Резолюцію 181, село Майдал-Яба опинилося на території, призначеній для арабської держави.
Під час війни за незалежність у 1948 році село та покинуту британську базу зайняли іракські війська. 13 липня 1948 село перейшло під контроль ізраїльтян; частина будинків була зруйнована, а мешканці депортовані.
У 1950 році територію колишньої британської військової бази була використана для транзитного табору (маабарот) для іммігрантів, які прибували до Ізраїлю; тут розміщувалось близько 35 тисяч іммігрантів, евакуйованих з Ємену (операція «Орлині крила»).
Сучасне міст Рош-га-Аїн було засноване у 1949 році. Велика частина ранніх мешканців міста ― релігійні єменські євреї, переселені до Ізраїлю у 1949–1950 рр. у ході вищезгаданої операції «Орлині крила». Вони додали до герба міста цитату з книги Вихід 19:4 «Я (Бог) носив вас на крилах орлиних». Єменські євреї й досі складають велику частину населення міста. У 1954 році Рош-га-Аїн отримав статус місцевої ради, а у 1994 році ― статус міста.
12 серпня 2003 року палестинський терорист-смертник з Бригад мучеників Аль-Акси підірвав себе у міському торговому центрі. Тоді загинув 1 ізраїльтянин, а 10 осіб зазнали поранень.

## Археологія

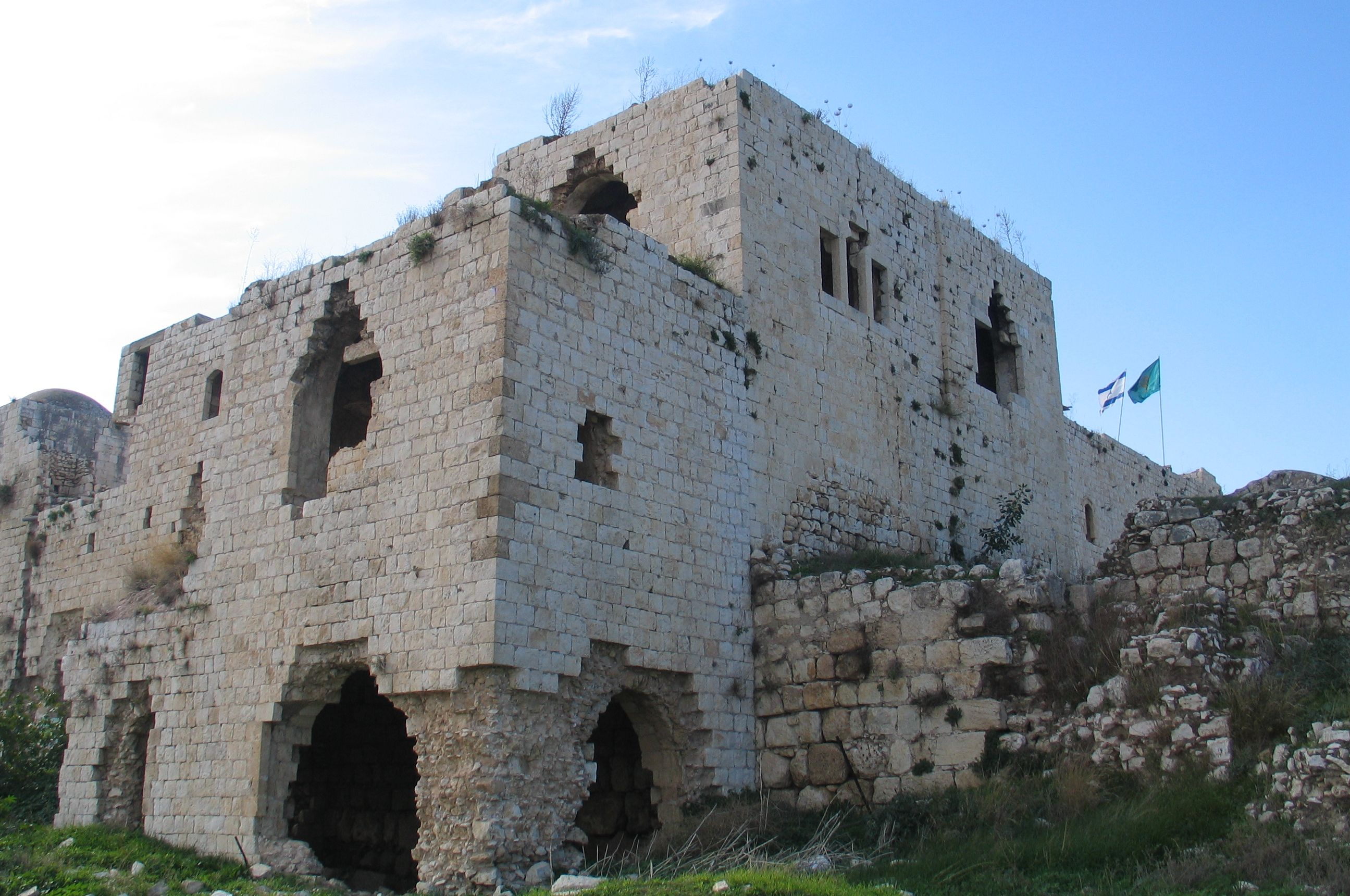
Житлова вежа замку Мірабель

У 2015 році археологи знайшли тут великий старий фермерський будинок. Серед артефактів, що містилися у будинку, були зокрема дві срібні монети, датовані IV століттям до н.е., із зображенням богині Афіни та її сови. Окрім цього, на одному з пагорбів міста було знайдено монастир візантійської епохи, до якого входили церква, прес для олії, житлові квартали, стайні з годівницями тощо. У церкві також збереглися кольорові мозаїки та низка висічених написів грецькою мовою.
До найвизначніших археологічних памʼяток міста належить й фортеця Мірабель, яка стоїть на пагорбі Міґдаль-Афек у 3 кілометрах на південний схід від міста.

## Населення
Згідно з даними Центрального статистичного управління Ізраїлю станом на 2018 рік етнічний склад населення на 97,9% становили євреї, серед яких переважала частка молоді у віці до 19 років. Відсоток приросту населення станом на 2019 рік становив 9,7%.
Загалом населення міста розділене на дві частини: у «Старому місті» на заході Рош-га-Аїна живуть переважно мешканці єменського походження, тобто нащадки перших переселенців до міста. Населення цієї частини міста також є старішим та економічно слабшим. Окрім цього, ця частина міста є переважно релігіозною: наприклад, на дорогах тут містяться знаки з проханням до водіїв не їздити на автомобілях у шабат.
У 1990-тих на пагорбах у східній частині міста були збудовані нові міські райони, більшу частину населення якого становлять емігранти із країн колишнього Радянського Союзу та сабри (євреї, які народилися в Ізраїлі). Мешканці нових частин міста спрямовані більш секулярно та мають освіту, і між двома половинами міського населення є небагато контактів.

## Економіка

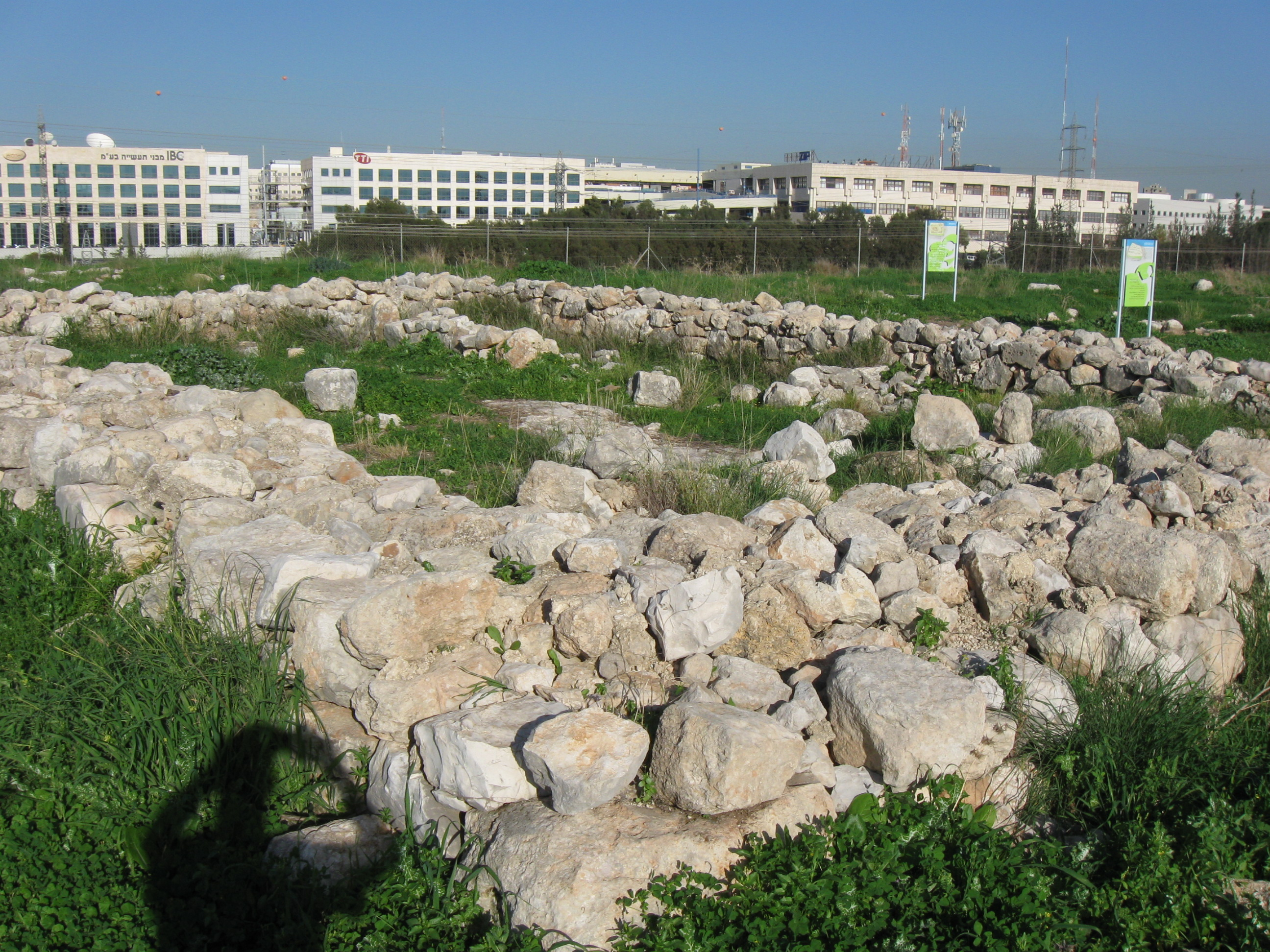
Промисловий парк Афек

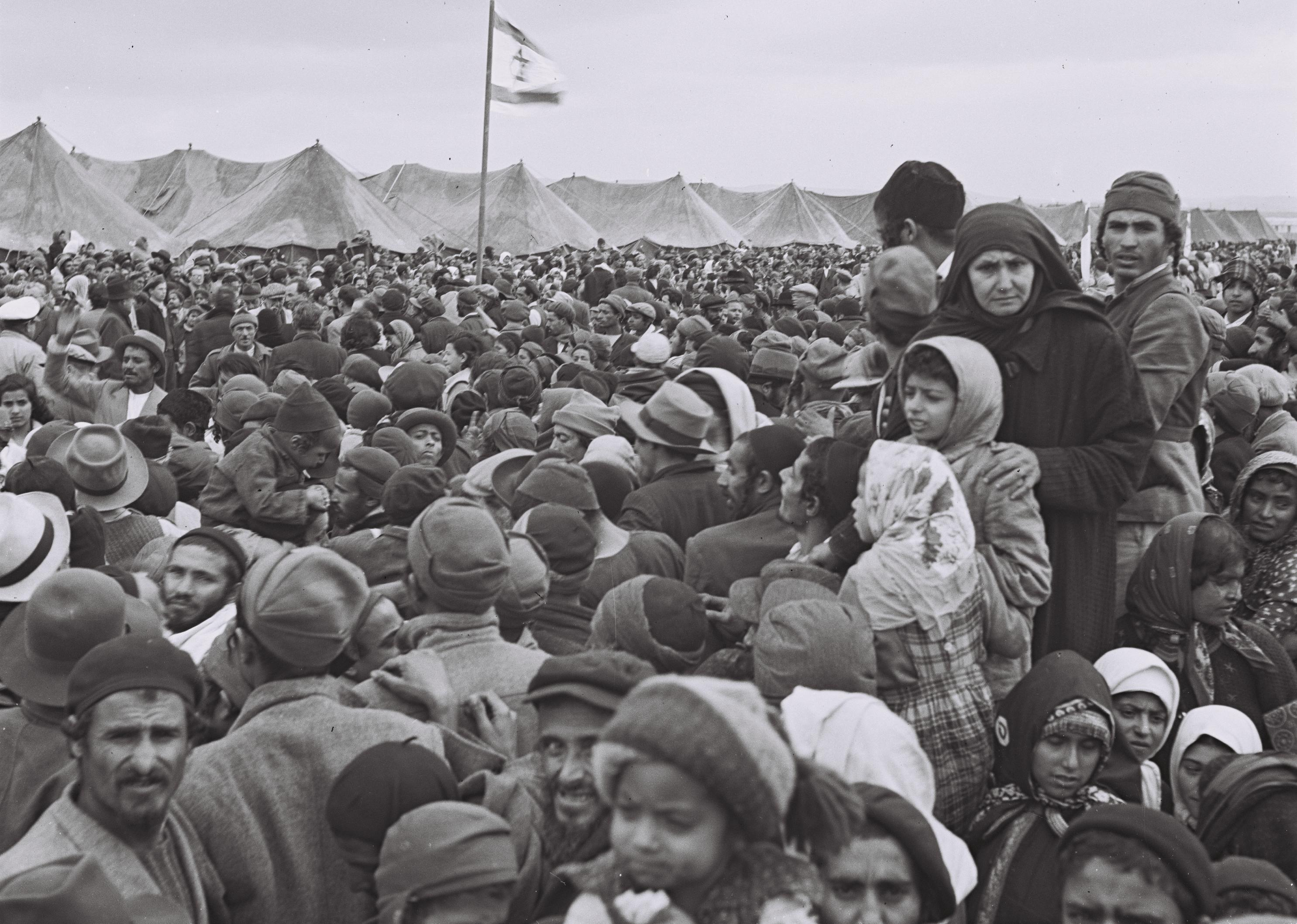
Маабара (транзитний табір) Рош-га-Аїн у 1950 році

У 2004 році компанія Givot Olam Oil відкрила біля Рош-га-Аїна нафтове родовище Меґед 5, яке є одним із найбільших офшорних нафтових родовищ в Ізраїлі. Його розробка почалась у 2010 році, і тут видобувають як нафту, так і природний газ.
У місті також розташована телекомунікаційна компанія TTI Telecom.
На північний схід від міста лежить «Індустріальний парк Афек», у якому розташовані фірми у галузі програмного забезпечення та телекомунікацій.

## Освіта
За даними Центрального статистичного управління країни, у Рош-га-Аїні є 24 школи, у яких навчаються 8288 учнів. 18 з цих шкіл були початковими школами з 5043 учнями та старшими школами з 3245 учнями відповідно.
| Шкіл всього | Початкові школи | Учнів | Учнів початкових шкіл | Учнів старших шкіл | Кількість класів | Середня кількість учнів у класі |
| ----------- | --------------- | ----- | --------------------- | ------------------ | ---------------- | ------------------------------- |
| 24          | 18              | 8,288 | 5,043                 | 3,245              | 303              | 27.4                            |

### Старші школи
- Релігійна старша школа для хлопчиків «Атід»
- Старша школа «Єгуда Галеві-Беґін»
- Релігійна старша школа для хлопчиків «Дархей Еліша»
- Релігійна старша школа для дівчат «Звулун»

## Спорт
Місто має власний професійний футбольний клуб «Рош-га-Аїн» (англ. Moadon Sport Rosh Ha'ayin), який грає у «Лізі Ґімель Шарон». Тут також базується професійна команда з пляжного футболу «Іроні Рош-га-Аїн» (англ. Ironi Rosh HaAyin).

## Транспорт

### Громадський транспорт
Місто Рош-га-Аїн обслуговується двома автобусними компаніями: «Афікім» (англ. Afikim) та «Еґед» (англ. Egged). Ці компанії, особливо «Афікім», надають внутрішні перевезення і здійснюють сполучення між Рош-га-Аїном та містами поблизу, наприклад, Кафр-Касемом та Петах-Тіквою, а також з Тель-Авівом та уздовж шосе 5 до населеного пункту Арієль на Західному березі Йордану.
Окрім цього на північному заході міста поряд з промисловою зоною Афек є залізнична станція Рош-га-Аїн-Північ. Через цю станція проходить залізнична лінія Герцлія–Ашкелон, яка сполучає місто з Герцлією у північному напрямку та з Петах-Тіквою, Тель-Авівом та Ашкелоном у південному напрямку.

### Автошляхи
Місто розташоване на транспортній розвʼязці між шосе 6 (Транс-ізраїльське шосе) та шосе 5 (Транс-самарійське шосе). У західному напрямку шосе 5 забезпечує сполучення з магістралями Північ-Південь, які зʼєднуються з населеними пунктами в агломерації Гуш-Дан. У східному напрямку шосе 5 перетинає Західний берег Йордану, проходячи через прикордонний пункт Кафр-Касем/Кафр-Ейн. Це шосе забезпечує транспортне сполучення із кількома населеними пунктами, зокрема з Арієлем. У південному напрямку шосе 6 надає сполучення з Єрусалимом, аеропортом Бен-Ґуріон і прямує далі до міста Беер-Шева. У північному напрямку шосе 6 забезпечує сполучення з Хайфою та Галілеєю.
Шосе 444 сполучає Рош-га-Аїн з сусідніми містами на півдні (наприклад, Ельадом) та сусіднім містом Джальджулія на півночі. Шосе 483 сполучає Рош-га-Аїн з містом Петах-Тіква на заході.
Місто також сполучається з Кафр-Касемом по мосту через шосе 5.

### Аеропорт
Найближчим аеропортом до міста є аеропорт Бен-Ґуріон поблизу міста Лод, розташований у 25 км на південь від Рош-га-Аїна.

## Туризм
На захід від міста знаходиться Національний парк Яркон, який займає 1315 га навколо однойменної річки. Найвизначнішими туристичними памʼятками міста є пагорб Тель-Афек з руїнами давнього міста Антипатрида та османської фортеці Бінар-Баші (збудованої у 1571 році), а також витік річки Яркон. Окрім того, оскільки цей регіон є важливим для водопостачання всієї країни і більша частина води береться саме звідси, то річка ніколи не висихає і її береги багаті на різноманітну флору та фауну.

## Видатні особи

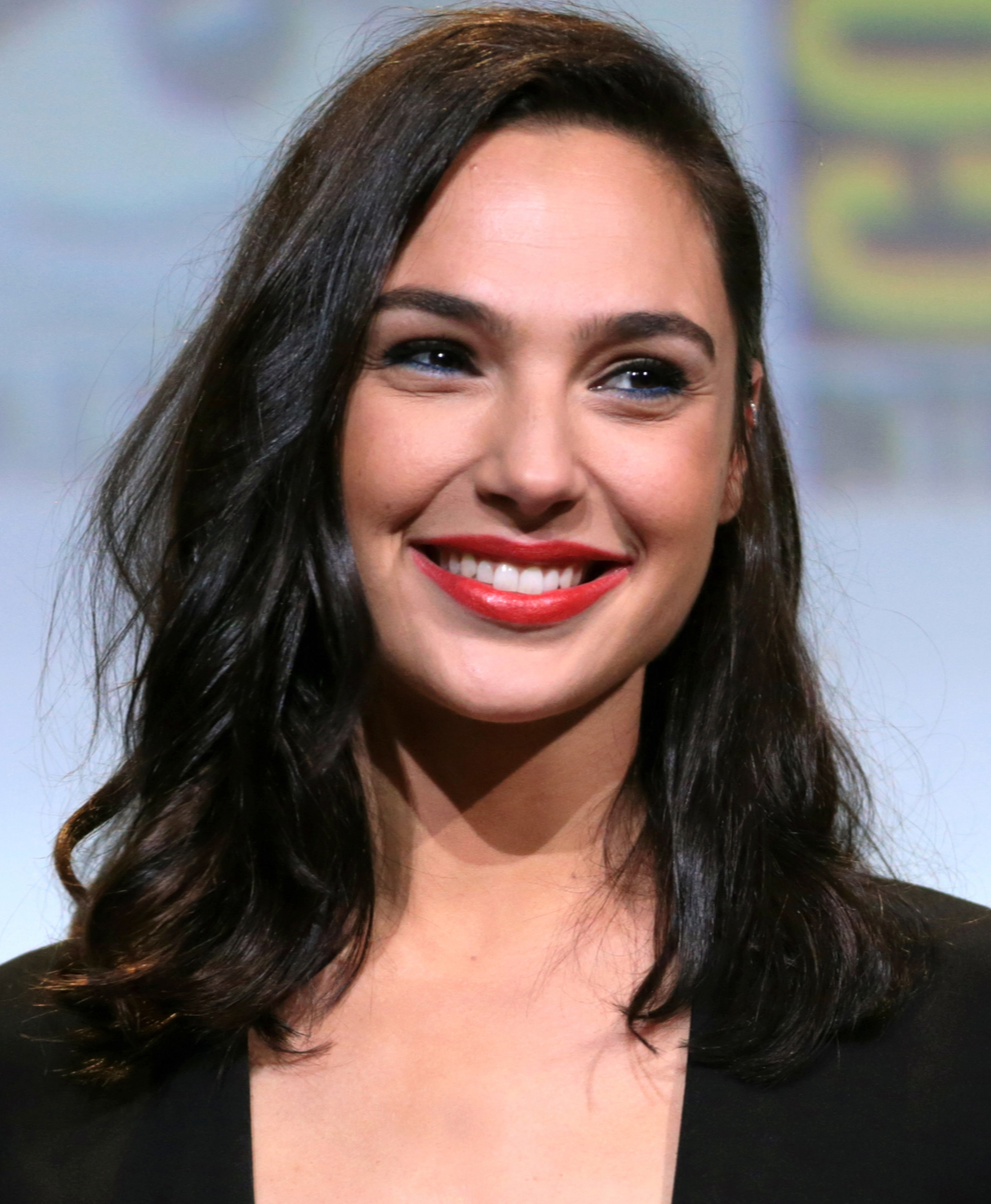
Галь Гадот

- Надав Арґаман (нар. 1960) — колишній голова Шин-Бету (Загальної служби безпеки Ізраїлю)
- Ейтан Кабель (нар. 1959) — політик
- Саґів Коен (нар. 1987) — футболіст
- Омер Даніно (нар. 1995) — футболіст
- Галь Гадот (нар. 1985) — акторка, продюсерка і модель, колишня Міс Ізраїль
- Бені Ґанц (нар. 1959) — колишній начальник Генерального штабу Армії оборони Ізраїлю; колишній міністр оборони та заступник премʼєр-міністра Ізраїлю
- Оделья Галеві (нар. 1989) — акторка
- Їшай Леві (нар. 1963) — співак
- Омер Перетц (нар. 1990) — футболіст
- Том Реувені (нар.  2000) — олімпійський чемпіон у віндсерфингу

## Міста-побратими
- Кір'ят-Бялік, Ізраїль
- Гурфейш, Ізраїль
- Новий Орлеан, США (з 2012 року)
- Бірмінгем, США (з 2000 року)
- Прага 1, Чехія
- Одеса, Україна
- Ванв, Франція (з 2009 року)
- Цисі, Китай

## Галерея
|                           |
| Вʼїзд до міста Рош-га-Аїн |

|                       |
| Район Халат-ас-Сахрій |

|                                    |
| Археологічна памʼятка Гурват-Теена |

|                                                    |
| Хібет-умм-ель-Гамам, руїни на околицях Рош-га-Аїну |

|                                        |
| Камʼяна споруда з водою у Гурват-Теена |

|                 |
| Ліс Рош-га-Аїну |

|                                |
| Синагога Альбома в Рош-га-Аїні |

|           |
| Вежа Афек |

|                                                                                        |
| Павільйон, що лишився від британських військ (нині Будинок спадщини єменських євреїв). |

|                                  |
| Аерозйомка Рош-га-Аїну, 2017 рік |

|                             |
| Міський військовий меморіал |

|                                       |
| Рош-га-Аїн, місто музики. Нотна площа |

|              |
| Озеро звуків |